# تنه‌رز
تنه رز، روستایی است از توابع بخش چمستان شهرستان نور در استان مازندران ایران.

## جمعیت
این روستا در دهستان میان‌رود (نور) قرار دارد و براساس سرشماری مرکز آمار ایران در سال ۱۳۸۵، جمعیت آن ۵۲ نفر (۱۵خانوار) بوده‌است. مردم این روستا به زبان مازندرانی صحبت میکنند.